# Morinia piliparafacia
Morinia piliparafacia är en tvåvingeart som beskrevs av Fan, Gan, Fang, Zheng, Chen och Tao 1997. Morinia piliparafacia ingår i släktet Morinia och familjen spyflugor.
Artens utbredningsområde är Sichuan (Kina). Inga underarter finns listade i Catalogue of Life.